# 高雄市立新興高級中學
高雄市立新興高級中學，是一所位於高雄市新興區的市立完全中學。

## 校史
- 1937年，日本昭和12年4月1日創立，校名為「高雄女子技藝學校」，借用原堀江國民學校（現鹽埕國民小學）上課。
- 1938年，昭和13年4月1日更名為「高雄淑德女子學校」。
- 1942年，昭和17年更改學制，更名為「實踐商業學校」。
- 民國34年12月更名為「高雄淑德女子中學」，鄭玉藩先生奉派為戰後首任校長，翌年八月劉清榮校長接任。
- 民國37年1月，奉教育廳令(待查證)，改設為普通班，改名為「高雄市立女子中學」。
- 民國45年8月奉令停辦四年制實驗中學，改辦高中。
- 民國51年8月1日起，依省辦高中市辦初中之原則，本校辦初中，高中部之學生轉入省立高雄女中。
- 民國57年8月1日起實施九年國民教育，改制為國民中學，更名為「高雄市立新興國民中學」。
- 民國60年9月設置「啟能班」招收肢體障礙學生。
- 民國72年9月設置「音樂教育實驗班」。
- 民國79年2月，奉令試辦國中畢業學生自願就學高級中等學校方案。
- 民國90年8月奉准改制完全中學，易名為高雄市立新興高級中學，王財印校長為首任校長。
- 民國107年8月奉准增設高中部音樂資優班。
- 民國111年4月23日排球隊於輔英盃完成隊史第一場正式比賽。
- 民國111年11月7日棒球隊參與第十屆黑豹旗全國高中棒球大賽，完成隊史首戰。

## 外部連結
- 官方网站 （页面存档备份，存于）